# Mramorová sypavka borovice
Mramorová sypavka borovice  je choroba borovic způsobovaná houbou Cyclaneusma minus (synonymum Naemacyclus minor), druh Cyclaneusma niveum, který lze na napadených dřevinách najít rovněž, je považován za saprofyta.  Je označena jako invazní druh. Mramorová sypavka borovice způsobuje především rozsáhlé defoliace staršího než letošního olistění.

## Hostitel
Rod borovice, především tyto druhy:
- borovice černá Pinus nigra
- borovice kleč Pinus mugo
- borovice pokroucená Pinus contorta
- borovice lesní Pinus sylvestris

## Výskyt
Celosvětově mimo Asii.

## Symptomy
Během vegetace nejstarší jehlice žloutnou, hnědnou a odumírají. Bezbarvé, bílé, často od odumřelé jehlice barevně těžko rozlišitelné plodnice se tvoří až na uhynulých jehlicích. U některých druhů borovice, jako je Pinus radiata, tvoří  patogen an jehlicích příčné červenohnědé pruhy, takže může být zaměněn s jiným druhem sypavky. Pro spolehlivé určení patogena je třeba laboratorních testů.

## Životní cyklus
Spory Cyclaneusma minus nejsou obvykle produkovány v plodnicích na infikovaném jehličí, dokud nejsou opadané. K vytváření spor na opadém jehličí dochází v průběhu celého roku, s nejvíce v průběhu podzimu a zimy. Ascospory jsou rozptýleny větrem a v deštěm. 
Askospory se uvolní asi po 2 hodinách srážek, nejvíce po pěti hodiních zvlhčení a pak uvolněné množství postupně klesá. Nově vytvářené jehlice jsou odolné proti infekci po dobu asi 6 měsíců a nejsou napadeny až asi do března. Infikované jehlice začínají ukazovat typické žluté mramorování a charakteristické symptomy onemocnění do července, nebo v obzvláště příznivých letech i dříve. Zhnědnou a obvykle opadávají brzy na jaře. U P. radiata jsou dva vrcholy napadení jehlic – od dubna do června a od září do prosince. 

## Význam
Škody způsobované chorobou mramorová sypavka borovice jsou obvykle v lesním hospodářství shrnovány a zmiňovány pouze spolu se škodami způsobovanými ostatními sypavkami. Větší výskyt patogena je zaznamenán na vlhkých, málo vzdušných lokalitách. Ve školkách, kde jsou mladé sazenice pěstovány pod závlahou může způsobit rozsáhlá napadení.  Škodlivost je zmiňována spíše v lesním hospodářství. V okrasném zahradnictví způsobuje škody výrazným estetickým poškozením. Poškozené rostliny jsou neprodejné, ve výsadbě působí výrazně rušivě. 
Choroba je v USA hodnocena jako potenciálně vysoce nebezpečná za vhodných podmínek. Patogen je schopen šířit se více než několik km za rok prostřednictvím větru a vody nebo vektorů. Patogen má vysoký reprodukční potenciál. Organismus prokázal schopnost přenášet se prostřednictvím lidské přepravy. Organismus má širokou řadu hostitelů. Potenciální hostitelé mají souvislé rozložení v prostředí. Omezující techniky nejsou známy, jsou neproveditelné nebo se očekává že jsou neúčinné.

## Ochrana rostlin

### Prevence
Jsou doporučovány agrotechnická opatření  pro dobrou cirkulaci vzduchu ve školkách a množírnách. Doporučuje se odstranit plevele kolem stromů a likvidovat napadené nebo hostitelské dřeviny v okolí školek. Je vhodné se vyhnout nedostatku živin a vody, pokud je to možné.

### Ochrana při výskytu
Je třeba více aplikací po sobě, ale výsledkem nemusí být zlepšení jakosti dřeviny nebo větší množství olistění. V USA jsou proti chorobě používány přípravky:
- Bravo Weather Stik
- Echo 720
- přípravky na bázi mancozebu (v ČR např. Novozir)
- Fore 80 WP
- Pentathlon DF
- Protect DF
- Spectro 90 WDG (chlorothalonil a thiophanate-methyl)

U všech přípravků po 12 hodinách se aplikace opakuje znovu, pouze u přípravků na bázi mancozebu postačuje 48 hodinový odstup.  